# Талтібій

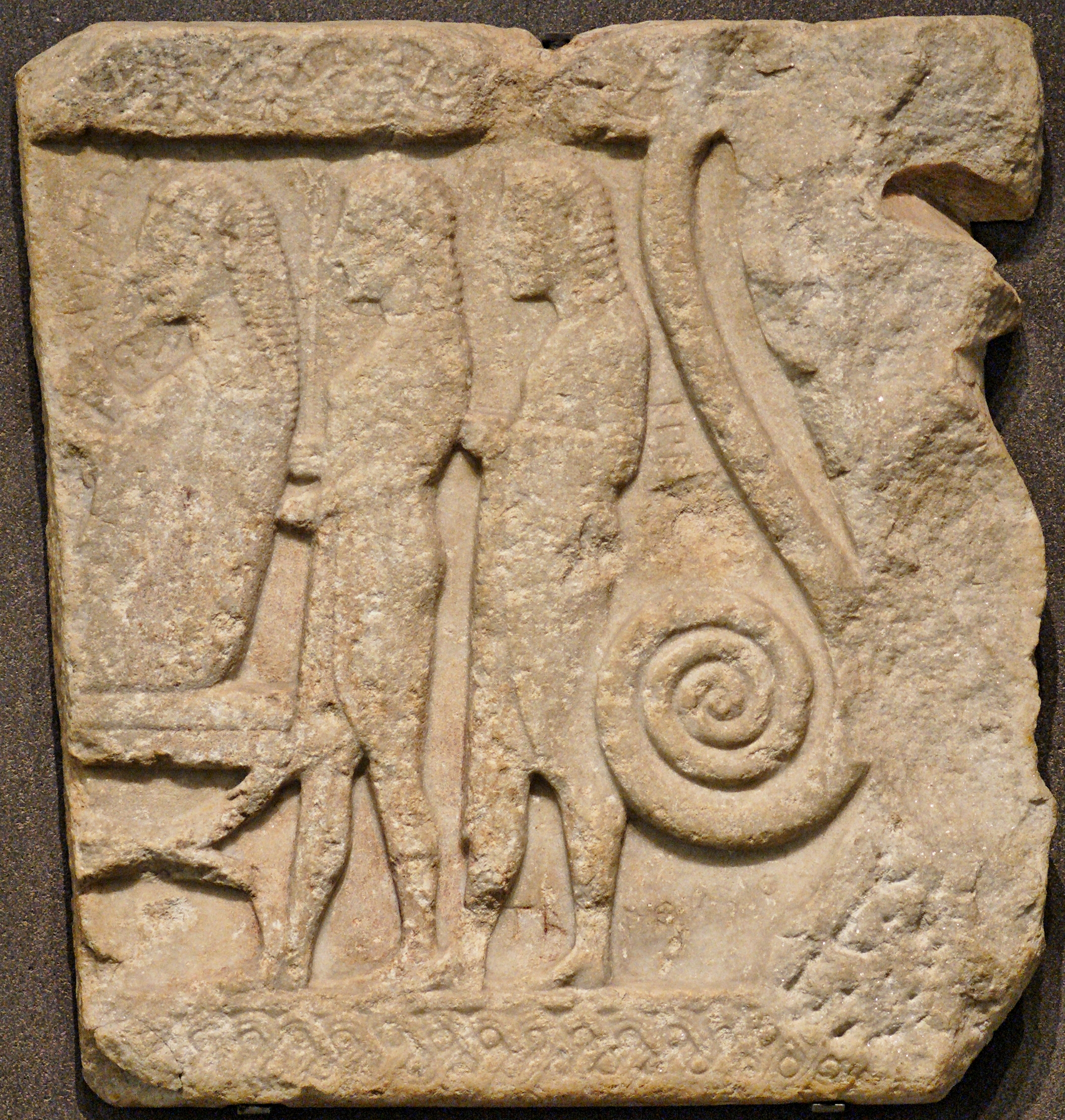
Агамемнон, Талфібій та Епей, Самотракі

Талтібій, також Талфібій (грец. Ταλθύβιος) — вісник Агамемнона; спартанські оповісники виводили свій рід від Талтібіадів. Неодноразово згадується в «Іліаді» (I 320 та ін). Врятував Ореста, відправивши в Фокіду.  
Його могила в Спарті поблизу Елленіона; інша могила в ахейському Егионі. У Спарті його нащадки Талфібіади займали посаду глашатаїв, гнів героя обрушився на Спарту, коли були вбиті перські посли.
Дійова особа трагедії Есхіла «Агамемнон», трагедії Софокла «Електра», трагедій Евріпіда «Гекаба», «Троянки», «Іфігенія в Авліді», Сенеки «Троянки», поеми Гомера «Іліада».